# Louis Camara (écrivain)
Pour les articles homonymes, voir Camara et Louis Camara (homonymie).
Abdou Karim Camara dit Louis Camara, né à Saint Louis du Sénégal en 1950, est un écrivain sénégalais. Il est connu pour ses contes et nouvelles.

## Biographie
De son vrai nom Abdou Karim Camara, Louis Camara ou le conteur d'Ifacomme habituellement cité dans ses
œuvres, est né en 1950 au bord du fleuve Sénégal à Saint Louis. Il est « un passeur de la culture », passionné de la civilisation yoruba qui reste sa principale source d’inspiration. Chercheur, nouvelliste, romancier, Louis Camara est un écrivain polygraphe. 
Il est enseignant-chercheur à l’Université Gaston Berger de Saint Louis au Sénégal également conférencier. En 1999, est l’invité du festival des francophonies de Limoge.  
Il a travaillé au Centre de recherche et de documentation du Musée du Centre de recherches et de documentation du Sénégal à Saint-Louis (CRDS) à Saint Louis en 2000. Il est lauréat de la plus haute distinction littéraire au Sénégal, le Grand Prix du Président de la république pour les lettres en 1996 pour son œuvre la plus connue Le choix de l’Ori, réédité par Éditions Amalion en 2015. Un conte qui selon le président Abdou Diouf a réussi à sa manière à mettre en lumière l’architecture, le rythme et le style du récit négro-africain.

## Œuvres
- Le choix de l’Ori, Éditions Amalion, Dakar, 2015,  (ISBN 9782359260373)
- Au-dessus des dunes, Éditions Athéna-édif, 2014,  (ISBN 9782371320055)
- Histoire d’Iyewa ou les pièges de l’amour, Éditions Xamal, Saint-Louis 1998,  (ISBN 9782844020130)
- Kankan le maléfique, conte pour enfants, Éditions Hurtubise HMH Québec,  (ISBN 9782894284469)
- Le tambour d’Orunmila, NEAS, Dakar, 2003,  (ISBN 9782723615525)
- La tragique histoire d’Aganoribi, Éditions Kalaama Dakar, 2005,  (ISBN 9782915343052)
- Il pleut sur Saint-Louis, nouvelles, NEAS Dakar, 2007,  (ISBN 9782723616478).
- Saint-Louis du Sénégal, Éditions Print Book,  (ISBN 9782911589379)
- La forêt aux mille démons, (adaptation française de « A Forest of a Thousand Daemons » par Wole Soyinka) EENAS Dakar, 2010,  (ISBN 9780175112883)

## Distinctions
- Grand prix du président de la république du Sénégal pour les lettres en 1996,
- Prix de la meilleure nouvelle de la Fondation Léopold Sédar Senghor en 1997,
- Chevalier des palmes académiques de la république française en 2010.